# Héléna Ciak
Héléna Ciak, née le 15 décembre 1989 à Dunkerque (Nord), est une joueuse française de basket-ball.
Avec l'équipe de France, elle obtient la médaille d'argent 2015, 2017, 2021 et une médaille de bronze olympique en 2020. Ciak remporte le championnat de France à trois reprises (2014, 2015, 2023) et est nommée MVP (meilleure joueuse) du championnat en 2019.

## Biographie
Cette grande joueuse d'1,97 m est la fille de l'international polonais de basket-ball Piotr Ciak. Elle commence le basket-ball à 11 ans avec son père comme premier entraîneur.
Après une première saison réussie en LFB (8,9 points, 7,8 rebonds, 13,9 d’évaluation), elle devait prolonger un an à Perpignan, mais la relégation du club pour raisons financières la conduit à signer pour deux ans avec Montpellier. Après une saison réussie (9,4 points avec une adresse de 55,6 % à deux points, 6,1 rebonds, 1,1 passe décisive et 1,3 contre de moyenne en championnat et 7,3 points et 6,6 rebonds de moyenne eu Euroligue), elle signe pour la saison suivante à Bourges pour remplacer Emmeline Ndongue, qui met un terme à sa carrière.
Avec Montpellier, elle remporte le premier titre de champion LFB du club en 2014, puis de nouveau l'année suivante avec Bourges.
Elle manque les premières semaines de compétition de 2015-2016 en raison d'une blessure contractée lors d'un match de préparation.
Quelques jours après sa victoire avec Bourges en finale de l'Eurocoupe 2015-2016, elle annonce jouer la saison suivante en Russie pour le Dynamo Koursk : « J'ai passé deux superbes années ici, j'ai vécu des moments intenses que je n'oublierai jamais. Je n'étais pas dans l'optique de partir, je me plais bien ici. Après, j'ai eu des propositions, j'ai fait le tri (...) Je ne sais pas si ça se représentera plus tard, donc j'ai voulu saisir cette occasion." ».
En avril 2017, avec le Dynamo Koursk, elle remporte l'Euroligue en battant le Fenerbace 77-63. Elle y passe une seconde saison avant de décider de revenir à Montpellier pour la saison LFB 2018-2019 : « Il y a eu des hauts et des bas mais de cette expérience, je n’en garde que du positif. A savoir tout d’abord le titre d’Euroligue gagné lors de ma première saison, un Graal. Ces deux saisons furent très enrichissantes, sportivement tout d’abord grâce à des joueuses et entraîneurs de renommée mondiale, le titre d’Euroligue lors de la première saison, le Graal, mais aussi culturellement où j’ai pu découvrir un pays avec des traditions totalement différentes de la France ».
En 2018, elle retrouve l'équipe de Montpellier. En avril elle s'incline en finale de l'Eurocoupe. A l'issue de la saison régulière, où elle tourne à 14 points et 7,3 rebonds, elle est élue MVP. En mars 2018, elle annonce qu'elle jouera à l'ASVEL la saison suivante alors qu'un affrontement entre ces 2 clubs est possible en playoff. En demi-finale des playoff, elle contribue à éliminer Bourges. À cause d'une blessure à la cheville, elle doit déclarer forfait pour la finale face à son futur club, l'ASVEL.
Après deux saisons à l'ASVEL, elle annonce au printemps 2021 s'engager avec le Fenerbahçe Istanbul pour la saison 2021-2022, mais le club turc résilie son engagement en raison d'un problème au ménisque. Elle se réengage alors avec l'ASVEL.
Elle rejoint l'Entente sportive Basket de Villeneuve-d'Ascq - Lille Métropole pour la saison 2024-2025. Elle ne joue qu'une seule rencontre, le match des championnes en septembre avant d'annoncer prendre sa retraite en décembre 2024.

## Équipe de France

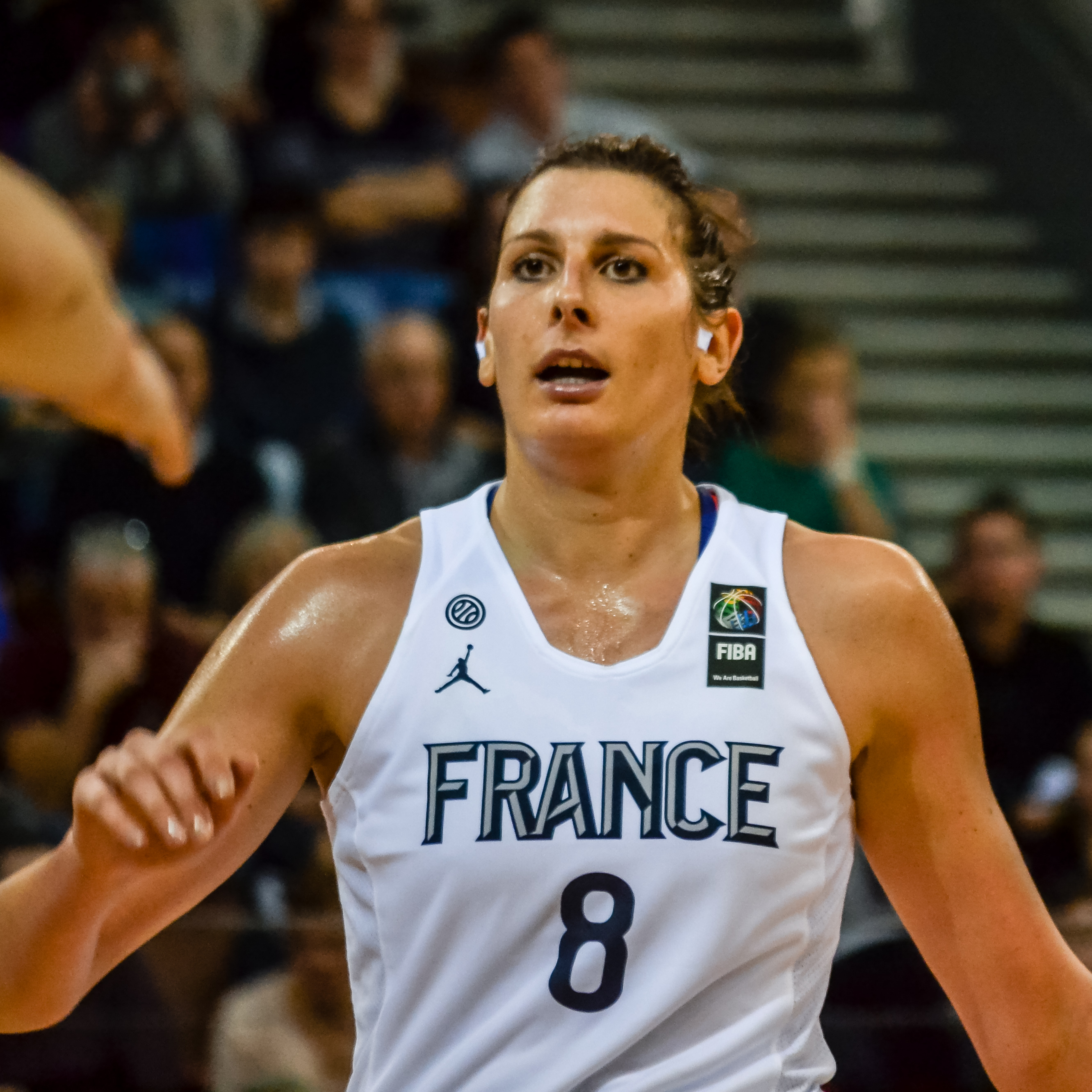
Helena Ciak avec l'équipe de France lors des qualifications pour l'Euro 2019

Elle figure dans la présélection de l'équipe de France pour l'Euro 2013 mais après avoir participé à la préparation et quelques matches amicaux, elle n'est pas conservée pour le championnat d'Europe.
Elle retrouve l'équipe de France en 2014 et figure dans la sélection qui dispute le championnat du monde. La France termine 7e après une élimination en quart-de-finale face aux futurs vainqueurs américains.
En 2015, elle est membre de l'équipe qui atteint la finale de l'Euro 2015 face à la Serbie. La France perd 68 à 76 et repart donc avec la médaille d'argent.
En retrait lors du tournoi olympique de Rio (seulement 49 minutes de jeu en 7 matches), elle s'impose au sortir d'une saison en Russie comme titulaire indiscutable à l'Euro 2017 avec 6,8 points, 4,7 rebonds et 0,8 contre par match. Malgré la retraite internationale d'Isabelle Yacoubou, la France décroche la médaille d'argent.
Au mondial 2018 elle est remplaçante derrière Sandrine Gruda, mais elle joue tous les matchs pour une moyenne de 7,4 points et 3,6 rebonds en 13 minutes. La France termine à la 5e place.
Mal remise d'une blessure à la cheville droite contractée lors de la fin de saison en Ligue féminine, elle doit déclarer forfait pour le championnat d'Europe 2019.
Elle fait partie de l'équipe de France médaillée de bronze aux Jeux olympiques d'été de 2020 à Tokyo.

## Clubs
| Saisons   | Équipe                                  | Pays   |
| 2001-2005 | CJF Les Aubrais                         | France |
| 2005-2010 | USM Saran Basket Ball                   | France |
| 2010-2011 | Roche Vendée Basket Club                | France |
| 2011-2013 | Basket Catalan Perpignan Méditerranée   | France |
| 2013-2014 | Basket Lattes Montpellier Agglomération | France |
| 2014-2016 | Tango Bourges Basket                    | France |
| 2016-2018 | Dynamo Koursk                           | Russie |
| 2018-2019 | Basket Lattes Montpellier Agglomération | France |
| 2019-2024 | Lyon ASVEL féminin                      | France |
| 2024      | ESB-VA Lille Métropole                  | France |

## Palmarès

### Équipe de France
- Médaillée d'argent au Mondial 3x3 féminin en 2012[22]
- Médaille d'argent au championnat d'Europe 2015[19] en Hongrie et Roumanie
- Médaille d'argent au championnat d'Europe 2017[23]en République tchèque
- Médaille d'argent au championnat d'Europe 2021 en France et en Espagne
- Médaille de bronze aux Jeux olympiques d'été de 2020 à Tokyo[24]

### En club
- Championne de France Ligue féminine 2 en 2012
- Championne de France : 2014[7], 2015[8] et 2023[25].
- Match des champions : 2014[26]
- Vainqueur de l'Eurocoupe : 2016[27] et 2023[28].
- Vainqueur de l'Euroligue : 2017[29].
- Finaliste du Championnat de France : 2022[30]

## Distinctions personnelles
- MVP du Final Four LF2 en 2012[6]
- MVP de la saison régulière de Ligue féminine de basket 2018-2019
- Cinq Majeur LFB : saison 2018-2019[31]
- Chevalier de l'ordre national du Mérite (décret du 8 septembre 2021)[32]